# فصل داغ فوتبال
فصل داغ فوتبال یک برنامه تلویزیونی زنده ویژه پوشش تورنمنت‌های تابستانی فوتبال بود. در فصل اول این برنامه در سال ۱۳۹۵، کوپا آمریکا ۲۰۱۶ ایالات متحده آمریکا و جام ملت‌های اروپا ۲۰۱۶ فرانسه و در فصل دوم این برنامه در سال ۱۳۹۷، جام جهانی فوتبال ۲۰۱۸ روسیه پوشش داده‌شد. این برنامه به تهیه‌کنندگی حامد غفاری و اجرای محمدحسین میثاقی و مهدی توتونچی در فصل اول و جواد خیابانی و مجتبی نوربخش در فصل دوم روی آنتن رفت.
مجتبی پوربخش گزارشگر اعزامی فصل داغ فوتبال به روسیه برای جام جهانی فوتبال ۲۰۱۸ بود.

## پیشینه
برنامه فصل داغ فوتبال در سال ۱۳۹۵ برای پوشش کوپا آمریکا ۲۰۱۶ و جام ملت‌های اروپا ۲۰۱۶ بنیان‌گذاری شد. اولین قسمت برنامهٔ فصل داغ فوتبال در تاریخ ۱۴ خرداد ۱۳۹۵ پخش شد. فصل دوم برنامه نیز برای پوشش جام جهانی فوتبال ۲۰۱۸ روی آنتن رفت. ۲۵ تیر ۱۳۹۷ آخرین قسمت پخش این برنامه بود.

## ویژگی‌ها

### پخش
برنامه فصل داغ فوتبال در طول برگزاری تورنمنت‌های تابستانی فوتبال هر روز روی آنتن می‌رفت.

### اجرا
مجریان فصل اول این برنامه محمدحسین میثاقی و مهدی توتونچی و مجری فصل دوم جواد خیابانی و مجتبی پوربخش بودند. البته بعد از چند قسمت پوربخش به عنوان گزارشگر به روسیه اعزام شد.

## درون‌مایه

### روند برنامه
برنامه فصل داغ فوتبال هر روز به پوشش، مرور و تحلیل تورنمنت‌ها و رویدادهای مرتبط به آن می‌پرداخت. به‌طور معمول، این برنامه اخبار مسابقات را پوشش می‌داد و به تحلیل مسائل مربوط به بازی‌ها با حضور کارشناسان و بررسی حواشی مسابقات می‌پرداخت. همچنین برخی بازی‌های همزمان تورنمنت که از شبکه سه پخش نمی‌شدند را پخش می‌کرد.

### بخش‌های برنامه
- بخش کارشناسی:

در هر برنامه یک کارشناس دربارهٔ بازی‌ها اظهار نظر می‌کرد.
- آیتم‌ها:

هر روز در این بخش، آیتم‌هایی از تیم‌ها، بازیکنان و مربیان مسابقات و مسائل مربوط به آن از جمله مسائل اجتماعی، فرهنگی و سیاسی کشورهای حاضر در مسابقات پخش می‌شد.
- میهمان:

در هر قسمت از برنامه مربیان، بازیکنان و پیشکسوتان فوتبال به برنامه دعوت می‌شدند و دربارهٔ مسایل مختلف با مجری به گفتگو می‌نشستند.
- تحریریه اخبار:

خلاصهٔ مهم‌ترین اخبار مربوط به مسابقات در این بخش پخش می‌شد.
- آنالیز فنی :

در این بخش بازی‌های مسابقات (از بعد فنی یا کیفیت) توسط یک تیم چند نفره آنالیز می‌شد و ماحصل آن با تصاویر مربوط به بازی پخش می‌گردید.
- مستندهای موضوعی:

در این برنامه به تناسب اتفاقات رخ داده در مسابقات مستندهایی کوتاه و با متنی ادبی پخش می‌شد. معمولاً این مستندها علاوه بر موضوعات فوتبالی، دربرگیرنده موضوعات سیاسی، اجتماعی و فرهنگی هم می‌شدند.
- پیش‌بازی:

پیش‌بازی مسابقات: در این بخش بررسی شرایط تیم‌های برگزارکنندهٔ بازی در بازی‌های قبل، بررسی آماری همراه با نگاه تاریخی صورت می‌گرفت.

## خلاصه فصل‌ها
| فصل | پخش اصلی             | پخش اصلی    | مجری            |
| فصل | پخش اول              | پخش آخر     | مجری            |
| --- | -------------------- | ----------- | --------------- |
| ۱   | ۱۴ خرداد ۱۳۹۵        | ۷ تیر ۱۳۹۵  | محمدحسین میثاقی |
| ۱   | ۱۴ خرداد ۱۳۹۵        | ۷ تیر ۱۳۹۵  | مهدی توتونچی    |
| ۲   | ۱۲ خرداد ۱۳۹۷ [ ۱۰ ] | ۲۵ تیر ۱۳۹۷ | جواد خیابانی    |
| ۲   | ۱۲ خرداد ۱۳۹۷ [ ۱۰ ] | ۲۵ تیر ۱۳۹۷ | مجتبی پوربخش    |